# Asiatische Rennnattern
Die Asiatischen Rennnattern (Ptyas) sind eine Schlangengattung in der Familie der Nattern (Colubridae) aus der Unterfamilie der Eigentlichen Nattern (Colubrinae).

## Merkmale und Lebensweise
Die Schlangen haben eine Gesamtlänge von etwa 100 bis 370 cm (Ptyas mucosa). Sie sind ovipar und teilweise baumbewohnend.

## Verbreitungsgebiet und Gefährdung
Das Verbreitungsgebiet der Gattung ist Südostasien. Die IUCN stuft innerhalb der Gattung die Art Ptyas korros als potentiell gefährdet („near threatened“) ein. Alle anderen Arten wurden als nicht gefährdet („least concern“) bewertet (Stand Januar 2022).

## Systematik
Die Gattung wurde 1843 von dem österreichischen Zoologen Leopold Fitzinger erstbeschrieben. Ihr werden 13 Arten zugeordnet, die im Folgenden nach Taxon sortiert gelistet sind (Stand November 2023):
| Bild                                         | Trivialname                    | Taxon                | Erstbeschreibung  | Verbreitungsgebiet | IUCN |
| -------------------------------------------- | ------------------------------ | -------------------- | ----------------- | --- | ---- |
| Ptyas carinata                               | Gekielte Rattenschlange        | Ptyas carinata       | (Günther, 1864)   | Myanmar, China (Yunnan), Indonesien (Sumatra, Java, Borneo), Laos, Malaysia, Philippinen (Palawan), Singapur, Thailand, Vietnam, Kambodscha | 2012 |
| Ptyas dhumnades                              |                                | Ptyas dhumnades      | (Cantor, 1842)    | Süd-China, Vietnam, Taiwan | 2021 |
| Ptyas dipsas                                 |                                | Ptyas dipsas         | (Schlegel, 1837)  | Indonesien (Sulawesi, Halmahera) | 2021 |
| Externes Bild (Bitte Urheberrechte beachten) |                                | Ptyas doriae         | (Boulenger, 1888) | China (Yunnan), Myanmar, Indien (Assam) | 2021 |
|                                              | Braune Rattenschlange          | Ptyas fusca          | (Günther, 1858)   | Indonesien, Brunei Darussalam, Malaysia, Thailand, Singapur | 2012 |
| Externes Bild (Bitte Urheberrechte beachten) |                                | Ptyas herminae       | (Boettger, 1895)  | Japan (Yaeyama-Inseln) | 2017 |
|                                              | Indochinesische Rattenschlange | Ptyas korros         | (Schlegel, 1837)  | Myanmar, Kambodscha, China, Indien, Bangladesch, Bhutan, Indonesien (Sumatra, Borneo, Java, Bali), Laos, Taiwan, Thailand, Vietnam (Hòa Bình), Malaysia, Singapur                                                                                     | 2021 |
|                                              |                                | Ptyas luzonensis     | (Günther, 1873)   | Philippinen | 2020 |
|                                              | Chinesische Grünnatter         | Ptyas major          | (Günther, 1858)   | Süd-China, Taiwan, Nord-Vietnam, Laos | 2014 |
|                                              | Gebänderte Rattenschlange      | Ptyas mucosa         | (Linnaeus, 1758)  | Afghanistan, Bangladesch, Bhutan, China, Indien (Karnataka, Andamanen), Indonesien (Sumatra, Java, Bali), Iran, Kambodscha, Laos, West-Malaysia, Myanmar, Nepal, Pakistan, Sowjetunion, Sri Lanka, Taiwan, Thailand, Turkmenistan, Vietnam (Hòa Bình) | 2021 |
|                                              |                                | Ptyas multicincta    | (Roux, 1907)      | China, Laos, Vietnam (Hòa Bình), Thailand (Uttaradit) | 2012 |
|                                              | Grüne Gekielte Rattennatter    | Ptyas nigromarginata | (Blyth, 1854)     | Nepal, Indien, Nord-Myanmar, Nord-Vietnam, Thailand (Nan), Bhutan, Bangladesch, China | 2021 |
|                                              |                                | Ptyas semicarinata   | (Hallowell, 1861) | Japan (Ryūkyū-Inseln: Okinawa- bis Tokara-Inseln) | 2017 |